# Bulgartabac
Bulgartabac este compania care deține monopolul bulgar al producției de țigări.
Compania are în portofoliu zece unități, opt fabrici de țigarete, una de procesare a frunzelor de tutun și alta de comercializare.
În anul 2007, compania și-a vândut pe bursă trei fabrici.
În iulie 2008, a vândut și fabrica Slantse din Stara Zagora pe bursă, pentru 9,3 milioane euro.